# Hatet: En bok om antifeminism
Hatet: En bok om antifeminism är en bok av Maria Sveland utgiven i mars 2013.

## Mottagande
Boken uppmärksammades i flera stora svenska medier. Janne Josefsson frågade varför inga journalister ställde kritiska frågor om boken.
Ann Charlott Altstadt skrev i Flamman att Sveland "omedvetet åskådliggör [...] den rådande feminismens stora problem – kravet på åsiktskonformitet."